# Międzychód (województwo warmińsko-mazurskie)
Międzychód (niem. Mitteldorf) – osada w Polsce położona w województwie warmińsko-mazurskim, w powiecie iławskim, w gminie Zalewo.
W latach 1975–1998 miejscowość administracyjnie należała do województwa olsztyńskiego.
Wieś wzmiankowana w dokumentach z roku 1315, jako wieś pruska na 17 włókach. Pierwotna nazwa Lusewithen najprawdopodobniej wywodzi się z języka pruskiego, gdzie luysis znaczy ryś. W roku 1782 we wsi odnotowano 15 domów (dymów), natomiast w 1858 w 7 gospodarstwach domowych było 98 mieszkańców. W latach 1937–39 było 112 mieszkańców. W roku 1973 jako majątek miejscowość należała do powiatu morąskiego, gmina Zalewo, poczta Boreczno.